# Wah-Wah

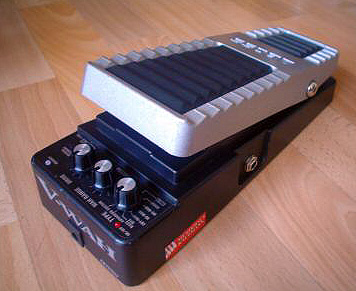
Wah-Wah-Pedal der Marke BOSS

Wah-Wah (ausgesprochen etwa wie „uah-uah“) ist ein elektronisches Effektgerät, das vorwiegend zur Beeinflussung des Klangs einer E-Gitarre dient. Die Bezeichnung „Wah-Wah“ beschreibt lautmalerisch den Klang des hervorgerufenen Effekts. Die Erfindung im Jahre 1966 wird Brad Plunkett zugeschrieben, einem Ingenieur der Vox Company in Dartford, Kent.
Der Effekt wurde ursprünglich bei Blasinstrumenten mittels eines über die Schallöffnung gelegten Hohlkörpers (Plunger-Dämpfer) rein akustisch erzeugt.

## Funktionsweise
Der „Wah-Wah“-Effekt wird durch einen Klangfilter erzeugt, welcher technisch als Bandpass mit Resonanzspitze beschrieben wird.
Der besondere Effekt wird realisiert, indem die Frequenz der Resonanzspitze im Spektrum hin- und hergeschoben wird.
Der Bandpass-Filter wurde ursprünglich von der Nachrichtentechnik in die elektronische Musik übernommen.
In der klassischen Ausführung wird die Frequenz der Resonanzspitze mittels eines Pedals gesteuert. Der Instrumentalist hat die Hände weiter zum Spielen frei. Die gesamte Schaltung ist im Pedalgehäuse untergebracht. Die Pedalstellung wird durch ein besonderes Bauteil erfasst, welches durch einen veränderbaren Parameter Einfluss auf die Resonanzfrequenz nimmt. Meist handelt es sich um ein mit einer Zahnstange betätigtes Potentiometer. Es gibt Konstruktionsvarianten, bei denen statt des Potentiometers eine über einen verschiebbaren Kern verstimmbare Induktivität (Spule) oder ein Fotowiderstand verwendet wird. Letzterer wird durch ein System aus einer Lichtquelle und einer verstellbaren Blende (Lichtschranke) beeinflusst. Die technische Ausführung hat auf den Klang keinen Einfluss. Klangbestimmend ist die Höhe der Resonanzspitze und der Variationsbereich der Resonanzfrequenz. Bei einigen Wah-Wah-Pedalen lässt sich die Güte „Q“ des Filters verändern, welches weitere Klangvariationen ermöglicht. In der ursprünglichen Konstruktion befindet sich das pedalgesteuerte Bauteil direkt im signalverarbeitenden Weg. Durch mechanischen Verschleiß und Staubeinlagerungen neigen Konstruktionen mit Potentiometer mit der Zeit zu kratzenden Störgeräuschen im Ausgangssignal. Dieses Problem wird bei der steuerbaren Induktivität oder der Lichtschranke vermieden. In neueren Konstruktionen wird die Resonanzfrequenz indirekt durch eine Steuerspannung verändert, damit handelt es sich um einen VCF (Voltage controlled filter), der Bestandteil eines jeden Synthesizers ist.
Ein solcher VCF kann, da er durch eine Steuerspannung geregelt wird, auch ohne Pedal auskommen; geschieht die Ansteuerung abhängig vom Eingangspegel, spricht man von einem Auto-Wah oder Touch-Wah. Es wird nur durch die Stärke des Anschlags gesteuert, typisch ist dieser Effekt für den Funk-Musikstil. Oft ist in diesen Effekten auch eine zeitabhängige Regelung implementiert, wie sie in Flanger-, Chorus- oder Tremoloeffekten vorkommt. Dabei wandert die Resonanzfrequenz in einem zuvor eingestellten Intervall auf und ab. Die Variante wurde ursprünglich für Tasteninstrumente wie das Fender Rhodes oder das Clavinet entwickelt und für letzteres unter anderem von Stevie Wonder in Higher Ground eingesetzt. Für die E-Gitarre wurde Auto Wah beispielsweise von Steve Cropper verwendet.
Die Kombination zweier Wahschaltungen ermöglicht darüber hinaus die Nachbildung von Vokalen.
Prominente Wah-Wah-Benutzer waren die E-Gitarristen David Gilmour, Jimi Hendrix und Eric Clapton in den 1960er- und 1970er-Jahren. In den 1990er-Jahren hat das Wah-Wah-Pedal auch Anschluss im Bereich des Heavy Metal gefunden, zum Beispiel bei Kirk Hammett von Metallica und Tom Morello von Rage Against the Machine. Der Effekt wurde auch zur Klangbeeinflussung von E-Pianos eingesetzt, zu hören zum Beispiel von Joe Zawinul bei Weather Report im Stück Black Market (1975–1976). Typisch ist er vor allem für den Funk, wo er von E-Gitarre, E-Bass und elektronischer Orgel eingesetzt wird, zum Beispiel zu hören in der Musik der Band Funkadelic. Für die Trompete wurde der Effekt etwa von Miles Davis genutzt.
Heute wird der Effekt weniger intensiv eingesetzt, unter anderem in verschiedenen Stilrichtungen der Popmusik. Einen Wah-Wah-ähnlichen Effekt erzielte Roy Buchanan durch Regeln von Klang- und Lautstärkeregler an seiner Fender Telecaster mit Ring- und kleinem Finger.

## Berühmte Musikstücke mit dem Wah-Wah-Effekt
- Jimi Hendrix: Voodoo Child (Slight Return); All Along the Watchtower, Burning of the midnight lamp
- Eric Clapton: Pretending; Bad Love;
- Isaac Hayes: Shaft-Filmmusik
- The Temptations mit Wah Wah Watson: Papa Was a Rollin’ Stone
- Cream: Tales of Brave Ulysses;  White Room
- Jimmy Page von Led Zeppelin in den Live-Aufführungen des Stücks Dazed and Confused, es wurde exzessiv während des Geigenbogen-Solos verwendet;[5] außerdem war es ein wichtiger Bestandteil des Stücks No Quarter (zu sehen auf den veröffentlichten DVDs der Gruppe)
- Peter Frampton: Frampton Comes Alive
- Metallica: Enter Sandman (im Gitarrensolo)
- Guns N’ Roses: Sweet Child o’ Mine (Solo)
- George Harrison: Wah-Wah
- Black Sabbath: Ein ungewöhnliches, Wah-Wah-verfremdetes Bass-Solo von Geezer Butler leitet den Song NIB ein
- Status Quo: Pictures of Matchstick Men (Mono Version)

## Bekannte Wah-Typen
- Vox Clyde McCoy 848 – Ein Klassiker aus den 1960er-Jahren: es war das Wah-Wah-Pedal, das Jimi Hendrix hauptsächlich benutzte.
- Jim Dunlop Cry Baby (in verschiedenen Ausführungen) – das Wah-Wah, welches unter anderem Eric Clapton und Slash verwenden.
- Mutron III – Auto-Wah, genutzt zum Beispiel von Stevie Wonder (Keyboards) und Bootsy Collins (E-Bass).
- Electro-Harmonix Q-Tron – Auto-Wah, angelehnt an das Mutron III.
- Ibanez WH10 – legendäres Wah-Pedal, das nicht mehr produziert wird und für das auf dem Gebrauchtmarkt höhere Beträge gezahlt werden. Wird unter anderem vom Gitarristen John Frusciante verwendet.